# Karl von Reitzenstein (Historiker)
Karl Heinrich Friedrich Chlodwig Freiherr von Reitzenstein (* 13. Januar 1823 in Magdeburg; † 23. Oktober 1874 in Straßburg) war ein deutscher Historiker und Kustos der Bibliothek der Universität Straßburg.

## Herkunft
Seine Eltern waren der Generalmajor Karl von Reitzenstein (1793–1846) und dessen Ehefrau Bertha Luise Albertine, Gräfin von Chasôt (1801–1868). Sein Bruder Egmont (1819–1900) wurde preußischer Generalmajor.

## Leben
Reitzenstein besuchte von 1836 bis 1842 das Friedrich-Wilhelms-Gymnasium in Berlin und widmete sich dann dem Studium der Rechts- und Staatswissenschaft an den Universitäten in Berlin und Breslau. Am 25. März 1845 trat er als Auskultator in die praktische Vorbereitung für den Staatsdienst ein und arbeitete an den Stadtgerichten zu Neiße und Ratibor. Nach dem Tod seines Vaters musste er die Vorbereitung für den Staatsdienst aufgeben und widmete sich ab September 1847 der Verwaltung des altväterlichen Rittergutes Schwarzenstein und Lippertsgrün in Oberfranken. Die Suche nach der für die Ablösung des Lehenverbandes notwendigen Urkunden brachte ihn mit den Archiven in Berührung, was für seine spätere Lebensrichtung entscheidend wurde.
1851 entsagte er dem Landleben, zog zunächst nach Dresden, dann nach Schadewalde in der Lausitz und Hoblick in Böhmen. Sein Interesse für genealogische Arbeiten bewog ihn, sich von da ab ganz den historischen Studien zu widmen. Er hatte sich die Bearbeitung der Urkunden der Grafen von Orlamünde als wissenschaftliche Lebensaufgabe entschieden, da die Geschichte des berühmten Hauses bis dahin noch wenig Beachtung gefunden hatte. Er begann 1857 seine Forschungen in Weimar, dem Stammhaus des Geschlechts. Die Benennung nach dem anderen Sitz Orlamünde findet sich erst später. In diesem Jahre erschien auch seine Erstlingsarbeit. Darin verarbeitete er auch Quellen aus dem Nachlass seines Großonkels, des Generalmajors Christoph Ludwig Rudolph von Reitzenstein. Im Jahr 1858 ging er nach München; hier waren es neben den für die orlamündische Regestensammlung wichtigen Archivgruppen besonders die Archivalien des Zisterzienserklosters Waldsassen, welches die Hauptquellen für die Geschichte des dem Vogtland benachbarten Egerland besaßen. Er verbrachte nahezu zwei Jahre mit kürzeren Unterbrechungen damit, die reichen Schätze des Münchener Reichsarchivs für seine Zwecke zu durchforschen und zu kopieren. 1859 hielt er sich auch mehrere Monate in Dresden auf, um dort eger- und vogtländische Urkunden zu sammeln, hieran reihte sich ein kurzer Aufenthalt in Prag, um seine Sammlungen aus den dort befindlichen zu jener Zeit noch wenig zugänglichen Archiven zu vervollständigen.
Nach seiner Heirat im Jahr 1860 bemühte er sich in Schlesien auf Altmannsdorf mit Dürrkunzendorf im Kreise Neiße, dann auf Kochsdorf in der Lausitz, endlich zu Thurn-Gallenstein in Krain ein sicheres Einkommen zu erwirtschaften. Aber besonders der Krieg von 1866 ließ sein Vermögen schwinden.
Reitzenstein arbeitete nun für die preußische Verwaltung. Zunächst übernahm er die Neuordnung der fürstlich reußischen Archive in Gera und Greiz. Nach dieser Ordnungsarbeit erhielt er eine ähnliche Aufgabe in Schleswig, um im Auftrage der preußischen Staatsregierung aus den in Schleswig und Holstein zerstreuten Lokalarchiven das Staatsarchiv in Schleswig zusammenzustellen. Danach war er vorübergehend in Halle und Magdeburg mit archivalischen Studien beschäftigt, fand er im Sommer 1870 Verwendung im Kuratorium des preußischen Staatsanzeiger, wo er die Referate über Elsaß-Lothringen bearbeitete und einige Broschüren verfasste. Während dieses letzten Aufenthaltes in Berlin unterstützte er die Gründung des heraldisch-genealogischen Vereins Herold. Er wurde dessen Vorsitzender und war auf Hebung der Vereinstätigkeit in wissenschaftlich strenger Richtung bedacht.
Die Einrichtung der Landesverwaltung im Elsass führte Reitzenstein dahin. Zuerst in der örtlichen Polizeiverwaltung in Mühlhausen, dann in Saint-Amarin verwendet, gelang es ihm, im Januar 1872, endlich eine Stellung als Kustos der Universitäts- und Landesbibliothek in Straßburg zu erhalten. Nur kurze Zeit jedoch war ihm vergönnt, in behaglicher Ruhe zu leben und zu wirken, er starb dort am 23. Oktober 1874.

## Familie
Reitzenstein heiratete 1849 Adele Freiin von Badenfeld-Czeike (1829–1852). Das Paar hatte mehrere Töchter:
- Editha (1850–1905), Dichterin (Pseudonym: Sappho Liepholdt)
- Laura Marie (* 1851)
- Camilla (* 1852)

Nach dem Tod seiner ersten Frau ehelichte er 1860 Carolina von Rathgeb-Lautsch (* 1836).

## Schriften
- Plan der Citadelle von Antwerpen und des Belagerungsterrains 1832. 1833.
- Der Feldzug des Jahres 1622 am Oberrhein und in Westfalen bis zur Schlacht von Wimpfen.
- Briefwechsel des Kurfürsten Johann Friedrich des Grossmüthigen mit seinem Sohne Johann Wilhelm, Herzog zu Sachsen im December 1546 über Verlust und Wiedereinnahme von Thüringen. 1858.
- Quellen zur deutschen Kriegsgeschichte von 1793. 1857.
- Der Nordwald und seine Eigener : Historisch-topographisch-genealogischer Excurs aus einer Urkunde von 1017 zur Geschichte des Reitzensteinschen Geschlechts und dessen Stammgenossen. 1863.
- Regesten der Grafen von Orlamuende aus Babenberger und ascanischem Stamm, mit Stammtafeln, Siegelbildern, Monumenten und Wappen. 1871, Digitalisat
- Die ältesten bayerischen Regimenter zu Fuß.
- Kurze Lebensabrisse der bayerischen Generale und Obersten unter Kurfürst Max II. Emanuel.